# Lucidum intervallum
Lucidum intervallum (łac. „jasna przerwa”) – okres chwilowej poprawy stanu pacjenta po urazie mózgu, po którym następuje ponowne pogorszenie stanu. Termin wykorzystywany także w psychiatrii i orzecznictwie sądowo psychiatrycznym na okresy przejaśnienia świadomości w przebiegu psychoz.
Lucidum intervallum jest charakterystycznym (ale nie patognomonicznym) objawem krwiaka nadtwardówkowego – szacuje się, że występuje u 20 do 50% pacjentów z krwiakiem nadtwardówkowym. Lucidum intervallum występuje po utracie przytomności wywołanej urazem, po czym znowu dochodzi do utraty przytomności w wyniku załamania się mechanizmów kompensacyjnych organizmu, co spowodowane jest rozprzestrzenianiem się powstałego krwiaka. Po wystąpieniu urazu pacjent jest chwilę zamroczony lub traci przytomność, a następnie odzyskuje przytomność na pewien czas, który może trwać kilka minut lub godzin. Następnie dochodzi do szybkiego pogorszenia stanu, w miarę jak krew gromadzi się wewnątrz czaszki, powodując wzrost ciśnienia śródczaszkowego, co prowadzi do uszkodzenia tkanki mózgowej. Ponadto u niektórych pacjentów po urazie powstają tętniaki rzekome, które mogą przyczynić się do opóźnienia momentu utraty przytomności. 
Po drobnych urazach głowy z lucidum intervallum może dojść do wystąpienia opóźnionego obrzęku mózgu, będącego bardzo poważnym i potencjalnie śmiertelnym stanem. 
Lucidum intervallum może także wystąpić w stanach innych niż mechaniczny uraz mózgu, takich jak udar cieplny, po napadzie u osób z padaczką (po którym pojawia się faza psychozy), a także po ostrym zatruciu tlenkiem węgla (które prowadzi ostatecznie do rozwinięcia się opóźnionej encefalopatii).